# Émile Bellier de La Chavignerie
Pour les articles homonymes, voir Famille Bellier de La Chavignerie et Bellier.
Émile Bellier de La Chavignerie, né le 6 décembre 1821 à Chartres et mort le 6 février 1871 à Saint-Malo, est un historien de l’art français.

## Biographie
Issu d'une famille bourgeoise de Chartres, il est le fils de François Jean Baptiste Bellier de la Chavignerie, vice-président du tribunal civil de Chartres et de Francine Marchand. Son frère, François-Philippe Bellier de la Chavignerie (1828-1906), fut magistrat et adjoint au maire de Chartres.
Émile Bellier de la Chavignerie débute dans l’administration de l’Enregistrement et des Domaines, où il travailla onze ans avant d’entrer, en 1854, à la Bibliothèque impériale, où il prit une part très active au Catalogue des imprimés. Devenu employé honoraire en 1862, il devint sous-inspecteur aux expositions officielles des Beaux-Arts, dont il rédigea les catalogues à partir de 1864.
Ses premiers écrits eurent pour objet l’histoire et l’archéologie, plus particulièrement en ce qui concerne sa province natale, le Pays chartrain, et il élucida notablement divers points obscurs concernant les annales de cette région. Mais ses études de prédilection se portèrent principalement sur l’art et les artistes français. Il avait mis au jour les neuf premières livraisons du Dictionnaire général des Artistes de l’école française, fruit de longues et savantes recherches qui eût été l’œuvre capitale de sa vie, lorsque éclata la guerre franco-allemande de 1870. Exempté par son âge de faire la guerre, il chercha à se dévouer ailleurs et suivit en Bretagne l’ambulance de la croix rouge de Genève. Non content de panser les blessés, il ne recula pas devant les soins à donner aux varioleux les plus dangereusement atteints, et succomba, à son tour, à la contagion.
Il avait collaboré en outre à la Revue des Beaux-Arts, aux Archives de l’Art français, à la Revue universelle des Arts, au Bulletin du Bouquiniste. Il était chargé, depuis 1862, de la partie nécrologique de la Chronique des arts et de la curiosité. On lui doit, de plus, dans la nouvelle édition de la Biographie universelle de Michaud, la révision ou la rédaction de tous les articles relatifs aux artistes français, depuis l’article Mirual jusqu’à la fin de l’ouvrage. Il a en outre fourni chaque semaine, sous le pseudonyme d’« un Flâneur » (du 4 décembre 1862 au 1er octobre 1863), XLIII Lettres d’un Flâneur parisien, publiées par la Feuille de Tournai. Après sa mort, Louis Auvray poursuivit l’édition de son Dictionnaire Général des Artistes de l’école française depuis l’origine des arts du dessin jusqu’à nos jours, qui parut en deux volumes de 1882 à 1885.
Son frère puiné, François-Philippe, édite en 1875 la deuxième édition de la Notice des peintures, dessins et sculptures du musée des Beaux-Arts de Chartres, puis en 1893 la quatrième sous son propre nom.

## Publications
- Clémence Isaure. Les jeux floraux, le concours de 1849, Chartres, 1850, in-8°. (Extrait du Journal de Chartres).
- Chroniques de la Chapelle-la-Reine, Fontainebleau, 1851, in-8°.
- Le chansonnier Morainville, Chartres, 1851, in-8°. (Extrait du Journal de Chartres.)
- André Bouchon. Nouvelle, Pithiviers, 1852, in-8°. (Extrait de l'Indicateur du Loiret.)
- Recherches historiques, biographiques et littéraires sur le peintre Lantara, avec la liste de ses ouvrages, son portrait et une lettre apologique de M. Couder, peintre d'histoire, membre de l'Institut, Paris, Dumoulin, 1852, in-8°, avec fig.
- Souvenirs de voyages, Pithiviers, 1833, in-8°. (Extrait de l'Indicateur du Loiret.)
- Célébration du jubilé à Chartres en 1751, Le Père Brydaine. Chartres, 1853, in-8°. (Extrait du Journal de Chartres.)
- Causeries (deux pièces inédites de Collin d'Harleville), Chartres, 1853, in-8°. (Extrait du Journal de Chartres.)
- Fêtes célébrées à Chartres les dimanches 28 octobre, mercredi 14 et lundi 19 nov. 1781, à l'occasion de la naissance d'un dauphin, Chartres, 1855, in-8°. (Extrait du Journal de Chartres.)
- Un voyage du grand dauphin au château d'Anet. Septembre 1686, Chartres, 1855, in-8°. (Extrait du Journal de Chartres.)
- Bibliographie et catalogue de l'œuvre du graveur Miger, membre de l'ancienne Académie royale de peinture et de sculpture ; Son portrait avec fac-similé de son écriture ; réimpression de sa lettre à M. Vien, directeur de l'Académie de peinture. Ouvrage suivi de plusieurs tables, Paris, Dumoulin, 1856, in-8°.
- La correspondance administrative sous le règne de Louis XIV, envisagée au point de vue chartrain, dix lettres (dont huit inédites) au sujet du Pentateuchus de Jacques Félibien, chanoine et archidiacre de Notre-Dame de Chartres, Chartres, 1856, in-8°. (Extrait du Journal de Chartres.)
- Documents sur des travaux exécutés à Notre-Dame de Chartres et dans d'autres églises du pays chartrain pendant le XVIe siècle, communiqués et annotés par MM. L. Merlet, archiv. du dép. d'Eure-et-Loir, et E. Bellier de la Chavignerie, Paris, Dumoulin, 1856, in-8°. (Extrait des Archives de l'Art français.)
- Institution d'une compagnie de chevaliers de l'oiseau royal dans la ville de Chartres (1724-1774), Chartres, 1856, in-8°. (Extrait des Mémoires de la Société archéologique d'Eure-et-Loir.)
- L.-P. Schilt, peintre sur porcelaine, attaché à la manufacture impériale de Sèvres (1790-1839), Versailles, 1860, in-12, avec portrait lithographié.
- Recherches sur mademoiselle Anne-Renée Strésor, membre de l'ancienne Académie royale de peinture et de sculpture (1651-1713), Paris, Dentu,1860, in-8°. (Extrait de la Revue universelle des Arts.)
- Recherches sur Louis Licherie, membre de l'ancienne Académie royale de peinture et de sculpture (1620-1587), Caen, Hardel, 1860, in-8°. (Extrait des Mémoires de la Société des Beaux-Arts de Caen.)
- Notes pour servir à l'histoire de la Sainte-Chapelle de Châteaudun et de l'un de ses prévôts, Chartres, 1862, in-8°. (Extrait des Mémoires de la Société archéologique d'Eure et Loir).
- [1863] Lettres inédites du peintre Girodet-Trioson, de Suvée, directeur de l'École de Rome et du général Gudin, gouverneur du château de Fontainebleau, à Ange-René Ravault, peintre, graveur, lithographe, de Montargis. Précédées d'une Notice sur Ravault par Mr. Émile Bellier de La Chavignerie, Pithiviers, impr.-lithogr. Chenu, 1863, 12 p., sur gallica (lire en ligne).
- Manuel bibliographique du photographe français, ou nomenclature des ouvrages publiés en France depuis la découverte du daguerréotype jusqu'à nos jours, Paris, A. Aubry, 1863, in-12.
- Chroniques de Saint-Mathurin de Larchant, en Gastinais, avec une reproduction à l'eau-forte d'une vue de Larchant au XVIIe siècle (1634), d'après Tassin, géographe du roi, Paris, A. Aubry, 1864, in-8°.
- Notes pour servir à l'histoire de l'exposition de la jeunesse, qui avait lieu chaque année à Paris, les jours de la grande et de la petite fête Dieu, à la place Dauphine et sur le Pont-Neuf, Paris, Ve, J. Renouard, 1864, in-8°. (Extrait de la Revue universelle des Arts.)
- Les Mays de Notre-Dame, (Gazette des Beaux-Arts, 1er mai 1864.)
- Les Artistes français du XVIIIe siècle, oubliés ou dédaignés, Paris, Ve J. Renouard, 1865, in-8° (Extrait de la Revue universelle des Arts) : lire en ligne sur lire en ligne sur Gallica ;
- Explication des ouvrages de peinture, dessin, sculpture, architecture, gravure et lithographie figurant à l'Exposition des Beaux-Arts, ouverte dans la ville de Lille, sous le patronage de l'Empereur Napoléon III, le 22 juillet 1866, Lille, 1866, in-12 de 160 pages.
- Olivier Merson. Ingres, sa vie et ses œuvres, avec un portrait photographié par Légé et Bergeron, et le Catalogue des œuvres du maître par Émile Bellier de la Chavignerie, Paris, J. Hetzel, 1867, in-8°.
- Dictionnaire général des artistes de l'école française depuis l'origine des arts du dessin jusqu'à l'année 1868 inclusivement. Architectes, peintres, sculpteurs, graveurs et lithographes, Paris, Ve J. Renouard, 1870 :
  - Supplément jusqu'en 1882 inclusivement, avec Auvray, Louis (1810-1890), 1882-1888, (BNF 30080650) : lire en ligne sur Gallica.
- Notice des peintures, dessins et sculptures par P. Bellier de La Chavignerie ; Musée de Chartres (2e édition), Chartres, impr. de E. Garnier, 1875, 124 p. (BNF 30080667), lire en ligne sur Gallica ;
- Notice des peintures, dessins, sculptures, antiquités et curiosités exposés dans le musée de Chartres. 4e édition, Chartres, impr. de Garnier, 1893, 212 p. (BNF 30080668), lire en ligne sur Gallica.

## Sources
- Auguste Aubry, Bulletin du bouquiniste, t. 27, Paris, Auguste Aubry, 1870, p. 627.